# چاپوت‌چو (سیحان)
چاپوت‌چو (به ترکی استانبولی: Çaputçu) یک منطقهٔ مسکونی در ترکیه است که در سیحان واقع شده‌است.